# Stefan Abadżiew
Stefan Atanasow Abadżiew (bułg. Стефан Атанасов Абаджиев, ur. 3 lipca 1934 w Sofii, zm. 13 marca 2024) – bułgarski piłkarz grający na pozycji napastnika. W swojej karierze rozegrał 27 meczów w reprezentacji Bułgarii, w których strzelił 1 gola.

## Kariera klubowa
Swoją karierę piłkarską Abadżiew rozpoczął w klubie Lewski Sofia. W sezonie 1953 zadebiutował w nim w pierwszej lidze bułgarskiej. Grał w nim do 1968 roku. Wraz z Lewskim trzykrotnie był mistrzem Bułgarii w latach 1953, 1965 i 1968. Czterokrotnie zdobywał z nim Puchar Bułgarii w latach 1956, 1957, 1959 i 1967. W latach 1969–1970 grał w niemieckim SV Wiesbaden.

## Kariera reprezentacyjna
W reprezentacji Bułgarii Abadżiew zadebiutował 25 czerwca 1955 roku w zremisowanym 1:1 towarzyskim spotkaniu z Polską. W 1960 roku wystąpił na igrzyskach olimpijskich w Rzymie. W 1966 roku był w kadrze Bułgarii na mistrzostwa świata w Anglii, jednak nie wystąpił w żadnym meczu tego turnieju. Od 1955 do 1966 roku rozegrał w kadrze narodowej 27 meczów, w których zdobył 1 bramkę.
| Mecze i gole w reprezentacji | Mecze i gole w reprezentacji | Mecze i gole w reprezentacji | Mecze i gole w reprezentacji | Mecze i gole w reprezentacji | Mecze i gole w reprezentacji | Mecze i gole w reprezentacji |
| #                            | Data                         | Stadion                      | Rywal                        | Wynik                        | Gol                          | Rozgrywki                    |
| 1955                         | 1955                         | 1955                         | 1955                         | 1955                         | 1955                         | 1955                         |
| ---------------------------- | ---------------------------- | ---------------------------- | ---------------------------- | ---------------------------- | ---------------------------- | ---------------------------- |
| 1.                           | 26.06.1955                   | Sofia, Bułgaria              | Polska                       | 1:1                          | 0                            | towarzyski                   |
| 1959                         |                              |                              |                              |                              |                              |                              |
| 2.                           | 13.05.1959                   | Sofia, Bułgaria              | Holandia                     | 3:2                          | 0                            | towarzyski                   |
| 3.                           | 31.05.1959                   | Belgrad, Jugosławia          | Jugosławia                   | 0:2                          | 0                            | el. ME 1960                  |
| 4.                           | 13.09.1959                   | Sofia, Bułgaria              | ZSRR                         | 1:0                          | 0                            | kwal. IO 1960                |
| 5.                           | 11.10.1959                   | Sofia, Bułgaria              | Francja                      | 1:0                          | 0                            | towarzyski                   |
| 6.                           | 06.12.1959                   | Sofia, Bułgaria              | Dania                        | 2:1                          | 1                            | towarzyski                   |
| 1960                         |                              |                              |                              |                              |                              |                              |
| 7.                           | 03.04.1960                   | Amsterdam, Holandia          | Holandia                     | 2:4                          | 0                            | towarzyski                   |
| 8.                           | 01.05.1960                   | Sofia, Bułgaria              | Rumunia                      | 2:1                          | 0                            | kwal. IO 1960                |
| 9.                           | 26.06.1960                   | Chorzów, Polska              | Polska                       | 0:4                          | 0                            | towarzyski                   |
| 10.                          | 10.07.1960                   | Sofia, Bułgaria              | NRD                          | 2:0                          | 0                            | towarzyski                   |
| 11.                          | 26.08.1960                   | Grosseto, Włochy             | Turcja                       | 3:0                          | 0                            | IO 1960                      |
| 12.                          | 29.08.1960                   | L’Aquila, Włochy             | Egipt                        | 2:0                          | 0                            | IO 1960                      |
| 13.                          | 01.09.1960                   | Rzym, Włochy                 | Jugosławia                   | 3:3                          | 0                            | IO 1960                      |
| 14.                          | 23.11.1960                   | Sofia, Bułgaria              | RFN                          | 2:1                          | 0                            | towarzyski                   |
| 15.                          | 27.11.1960                   | Sofia, Bułgaria              | Turcja                       | 2:1                          | 0                            | towarzyski                   |
| 16.                          | 11.12.1960                   | Paryż, Francja               | Francja                      | 0:3                          | 0                            | el. MŚ 1962                  |
| 1962                         |                              |                              |                              |                              |                              |                              |
| 17.                          | 25.11.1962                   | Sofia, Bułgaria              | Austria                      | 1:1                          | 0                            | towarzyski                   |
| 18.                          | 16.12.1962                   | Lizbona, Portugalia          | Portugalia                   | 1:0                          | 0                            | el. ME 1964                  |
| 1963                         |                              |                              |                              |                              |                              |                              |
| 19.                          | 06.01.1963                   | Algier, Algieria             | Algieria                     | 1:2                          | 0                            | towarzyski                   |
| 20.                          | 23.01.1963                   | Rzym, Włochy                 | Portugalia                   | 0:1                          | 0                            | el. ME 1964                  |
| 21.                          | 28.04.1963                   | Sofia, Bułgaria              | Czechosłowacja               | 1:0                          | 0                            | towarzyski                   |
| 22.                          | 04.09.1963                   | Magdeburg, NRD               | NRD                          | 1:1                          | 0                            | towarzyski                   |
| 23.                          | 26.10.1963                   | Paryż, Francja               | Francja                      | 1:3                          | 0                            | el. ME 1964                  |
| 1965                         |                              |                              |                              |                              |                              |                              |
| 24.                          | 23.02.1965                   | Ateny, Grecja                | Grecja                       | 2:1                          | 0                            | towarzyski                   |
| 25.                          | 29.12.1965                   | Florencja, Włochy            | Belgia                       | 2:1                          | 0                            | el. MŚ 1962                  |
| 1966                         |                              |                              |                              |                              |                              |                              |
| 26.                          | 01.06.1966                   | Belgrad, Jugosławia          | Jugosławia                   | 2:0                          | 0                            | towarzyski                   |
| 27.                          | 14.06.1966                   | Bolonia, Włochy              | Włochy                       | 1:6                          | 0                            | towarzyski                   |